# Monastère

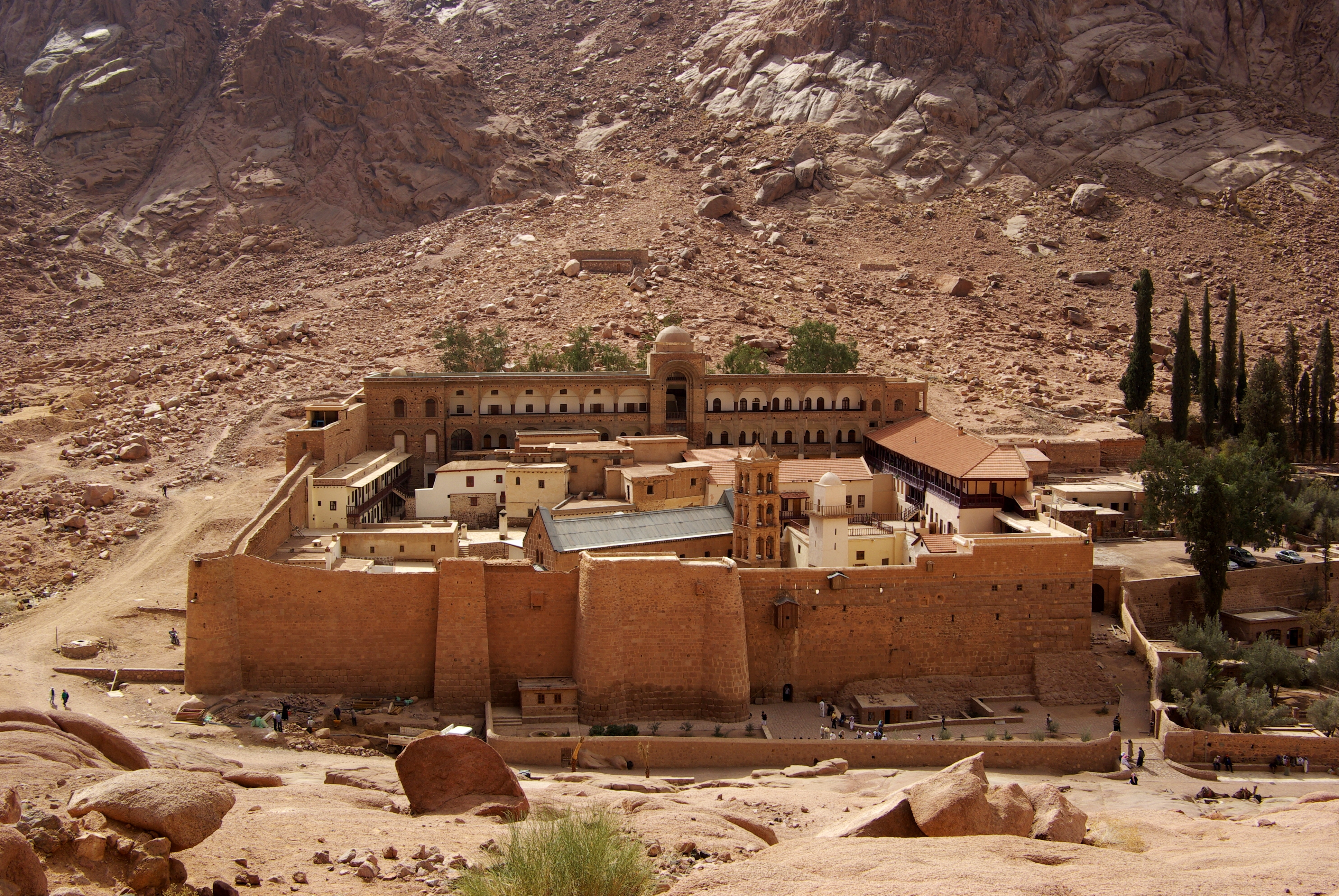
De nombreux monastères sont construits dans des lieux peu accessibles (Monastère Sainte-Catherine du Sinaï).

Un monastère est un ensemble de bâtiments où vit une communauté religieuse de moines ou de moniales. Il en existe dans les religions chrétiennes et bouddhistes.
En raison de son organisation, on peut parler d'abbaye si l'établissement religieux monastique est dirigé par un abbé, ou de prieuré s'il est de moindre importance. Le prieuré est souvent dépendant d'une abbaye ou d'un autre monastère.
Les monastères des ordres militaires du Moyen Âge sont appelés commanderies. Les Bénédictins ou Prémontrés habitent des abbayes ou des prieurés, tandis que les résidences des ordres mendiants tels que les Franciscains ou les Dominicains sont dénommées couvents.

## Étymologie
Monastère a pour étymologie le nom latin monasterium, du grec monos, « seul ». Au Moyen Âge, monastère est parfois employé pour désigner une église desservie par un moine (et non par un curé). Les équivalents dans les dialectes germaniques sont Munster (par exemple en alsacien) ou Münster, et l'équivalent en vieil anglais est minster (cf. Westminster).

## Toponymie
Dans la toponymie française, l'équivalent de monastère en ancien français est moutier ou moustier (pour les zones méridionales), qui correspond à la présence (éventuellement passée) d'un monastère : Les Trois-Moutiers, l'île de Noirmoutier ou Moustiers-Sainte-Marie en sont des exemples.

## Histoire du monachisme

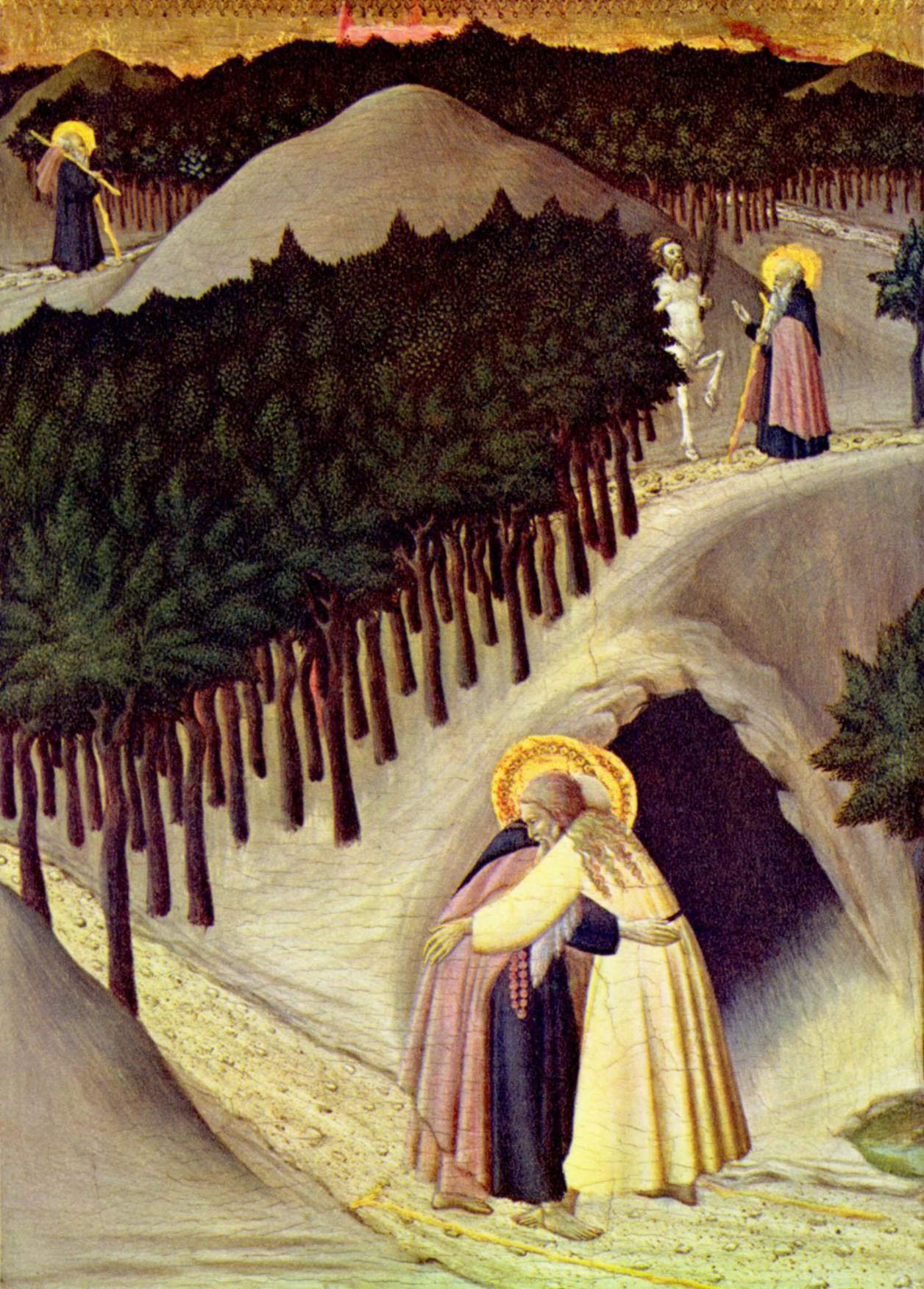
Saint Antoine rencontre saint Paul de Thèbes (Sassetta, National Gallery (Washington), 1445

Le monachisme chrétien commence en Égypte et en Terre Sainte et continue plus tard en Abyssinie (Éthiopie). Selon la tradition, au IIIe siècle Antoine le Grand se croit le premier chrétien à adopter un style de vie mêlant anachorétisme et cénobitisme — avant de rencontrer Paul de Thèbes qui était le premier — le monachisme étant plutôt auparavant de type anachorétique. D'autres suivirent peu de temps après.
À l'origine, tous les moines chrétiens sont des ermites. Mais à cause de l'extrême difficulté de la vie solitaire, beaucoup de moines échouent dans leur vocation, et soit retournent à leurs vies antérieures dans la cité, soient perdent leurs illusions spirituelles.
Une forme transitoire de monachisme est créée plus tard par Amoun des Kellia dans laquelle des moines « solitaires » vivent assez proches les uns des autres pour s'offrir un soutien mutuel et pour se rassembler les dimanches pour des services religieux en commun.
Pacôme le Grand préconise que des moines vivent sous le même toit (monachisme cénobitique) et participent ensemble au culte. Bientôt, le désert égyptien se peuple de monastères, surtout autour de Nitrie, qui est appelée la « cité sainte ». On estime qu'il y a au moins 50 000 moines qui vivent dans cette région à certaines époques.
Dès le commencement, la vie monastique recommande la lecture assidue de la Parole de Dieu (l’Opus Dei). Les principes de la Lectio divina telle qu'elle était définie par Origène (sur la prière), sont le plus souvent adoptés dans les règles des monastères. Pacôme, Augustin d'Hippone, Jérôme de Stridon, Benoît de Nursie prescrivent la lecture assidue de la Parole de Dieu. Jean Cassien la recommande également, et formule, à la suite d'Origène, les règles d'interprétation des textes selon quatre sens.
Le premier théoricien du monachisme en Occident est l'abbé Jean Cassien de Marseille.
En Occident, saint Benoît fonde l'abbaye du Mont-Cassin en 529 et rédigea la règle de saint Benoît.

## Architecture

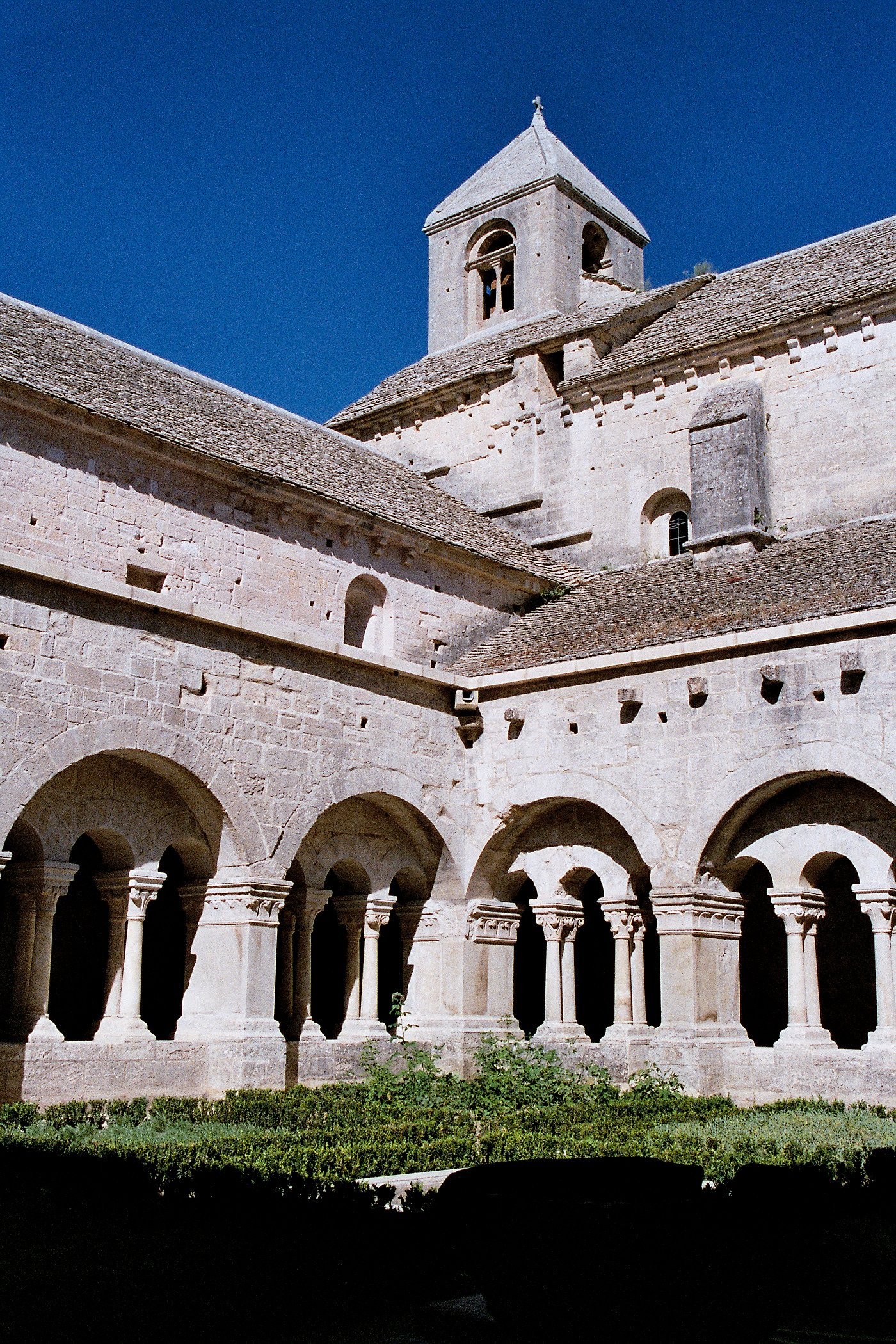
Cloître de l'abbaye de Senanque.

Le monastère de Vivarium pourrait être un des premiers lieux spécialement conçus.
L'ensemble des bâtiments qui composent le monastère est organisé de façon que la prière et la vie commune soient au centre. Le premier bâtiment du monastère à être construit est la chapelle à laquelle sont attachés cloître et déambulatoire, salles communes (salle de chapitre, salle à manger, etc.) et les cellules ou le dortoir des moines.
Les monastères bénédictins et clunisiens sont conçus comme la cité idéale. L'exemple le plus connu en est les « trois sœurs provençales » (abbayes de Sénanque, de Silvacane et du Thoronet, situées en Provence).

## Habitants d'un monastère

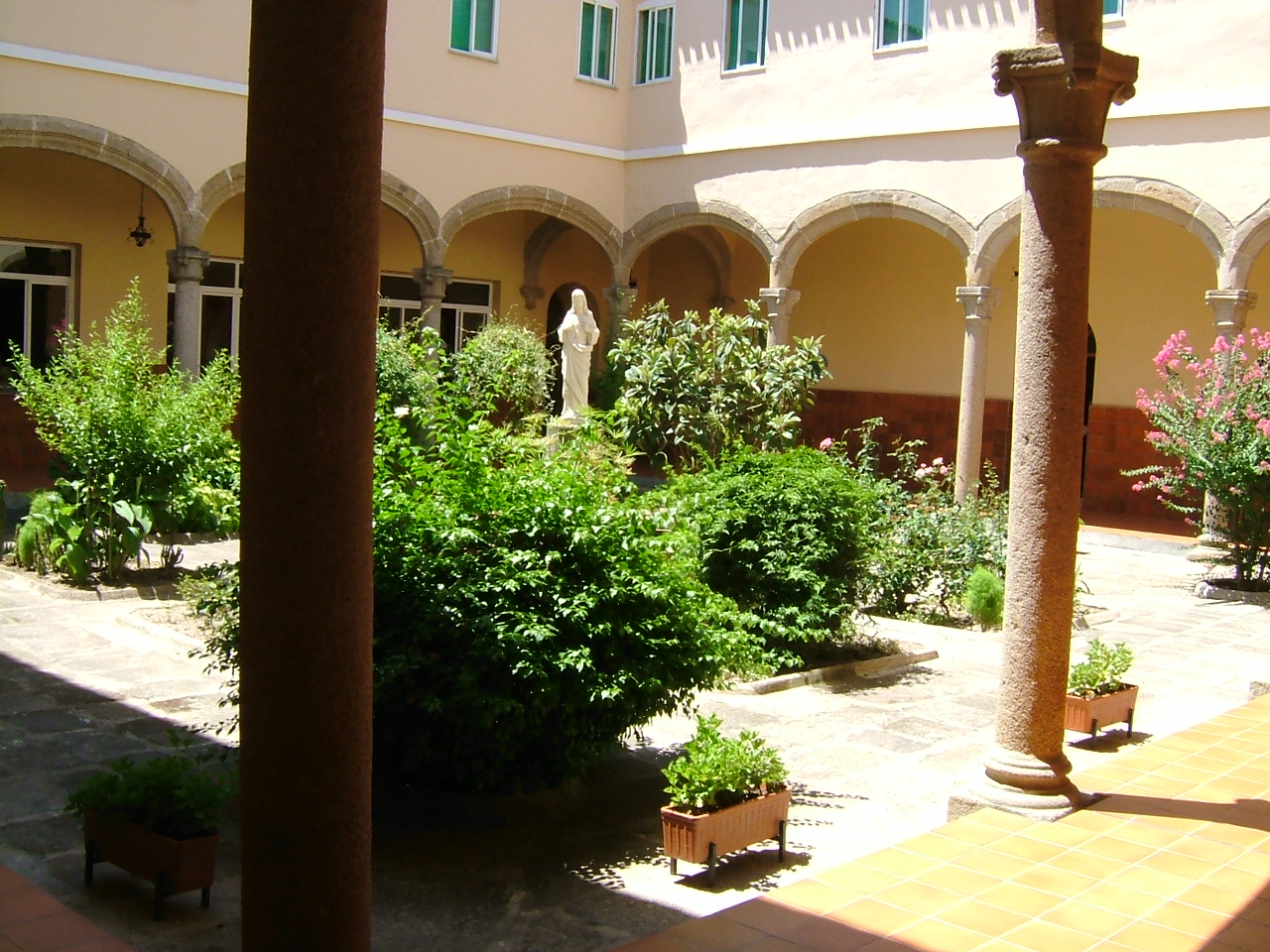
Cloître de Saint-Benoît de Talavera (Espagne)

### Quelques définitions
La population des monastères comprend plusieurs catégories de personnes :
- des moines ou moniales qui ont prononcé leurs vœux (stabilité, obéissance, conversion de vie chez les moines/moniales qui suivent la règle de saint Benoît ; pauvreté, chasteté, obéissance chez les autres ordres religieux) et se trouvent attachés définitivement au monastère. Leur nombre varie d’un monastère à l’autre. Exemple: trois cents moines à Cluny à la fin du XIe siècle, quatre moines dans un prieuré dépendant de Cluny à la même période ;
- des novices qui sont en formation pour devenir moines ou moniales ;
- des familiers qui ne sont pas des religieux. Ce sont souvent des laïcs bénévoles qui logent au monastère (ou, plus rarement, en dehors du monastère avec leur famille) ;
- suivant les familles monastiques, on peut trouver aussi des convers (moines qui ne sont pas prêtres) chez les cisterciens et les chartreux ;
- des oblats réguliers qui portent parfois l'habit de la communauté, vivent avec elle, sans avoir prononcé les vœux monastiques ;
- enfin des hôtes qui résident habituellement à l'hôtellerie du monastère, plus ou moins longtemps, invités à partager la vie de la communauté sans y être engagés.

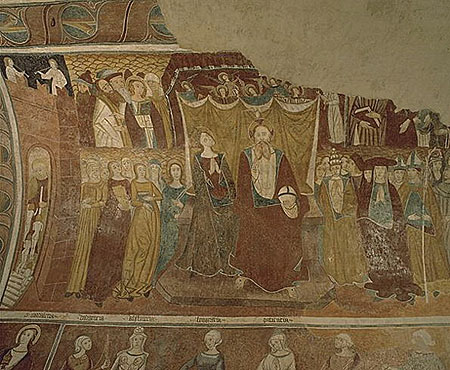
L’organisation de la communauté monastique doit refléter la stricte hiérarchie de la « Cour céleste » qui est son modèle.

### Charges monacales

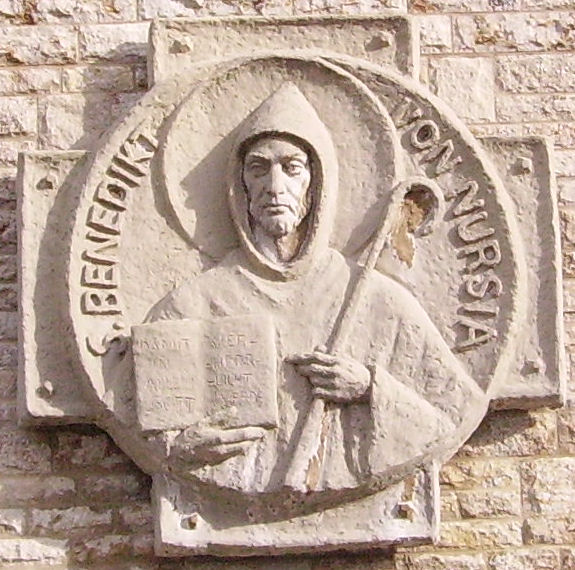
Saint Benoît (abbaye de Münsterschwarzach)

Les officiers principaux du monastère qui en assurent l’organisation et le bon fonctionnement de la communauté sont : l'abbé, le prieur, le chantre, le cellérier, le sacristain, l'hôtelier, le camérier, le réfectorier, l'infirmier. Ils jouissent en raison de leurs charges de certains privilèges ou dispenses qui les distinguent des autres moines qualifiés de claustraux qui doivent suivre intégralement la vie commune.
L’abbé est à la tête de la famille monastique, il en est le père (abba en araméen). Il est élu par les frères et il est responsable du monastère au temporel (il est seigneur féodal) comme au spirituel. Il nomme tous les officiers principaux de la communauté et donne son accord pour créer ou modifier les « coutumes » qui règlent dans le détail toute la vie des moines et du monastère. Il doit aussi assurer l'hospitalité publique et secourir les pauvres, les paysans et les seigneurs.

### Moines ditslettrés

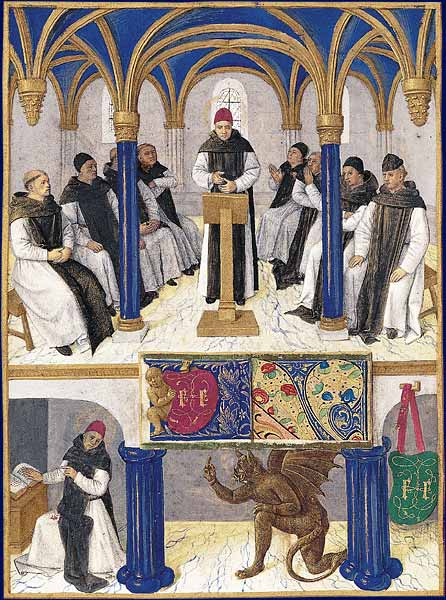
Saint Bernard de Clairvaux et ses frères, miniature de Jean Fouquet.

Les moines lettrés savent non seulement lire et écrire, mais ils ont reçu la formation classique (grammaire, rhétorique, dialectique = trivium) et sont capables de lire et de parler le latin. Ce sont eux qui assurent le bon fonctionnement de la communauté, remplissent les diverses charges de la maison et assurent la célébration de l’office divin.
La plupart d’entre eux ont été élevés et instruits dans le cloître où ils sont entrés enfants. Beaucoup de fils de nobles, surtout des cadets, ont reçu une formation littéraire au sein de leur famille, avant de devenir moines.
Ces enfants, que l'on désigne sous le nom d'oblats, sont offerts par leurs parents au monastère au cours d’un rite solennel appelé l’« oblation ». Ils ne prononceront leurs vœux définitifs que vers l'âge de 15 ans.

## Différents monastères selon la géographie

### Monastères en France

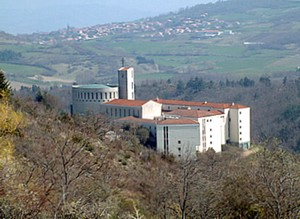
L'abbaye Notre-Dame de Randol construite en 1971

Le nombre de monastères habités par des communautés religieuses a fortement évolué au cours de l'histoire. En effet, les révolutions ont vidé les monastères de leurs religieux, avant que ceux-ci ne connaissent un second essor au XIXe siècle (par exemple la refondation des bénédictins avec dom Prosper Guéranger), stoppé par les différentes lois de la IIIe république contre les congrégations (1880, 1901, etc.) et la séparation des Églises et de l'État en 1905 qui ont expulsé de France la plupart des religieux. Ils n'ont pu revenir qu'à partir des années 1920. Aujourd'hui, la baisse des vocations de vie religieuse, et la démographie vieillissante des moines et moniales ont vu nombre de monastères se vider de leur communauté.
Toutefois, 25 % des monastères construits depuis mille ans ou davantage possèdent encore une communauté vivante, communauté bénédictine, cistercienne, trappiste, de chartreux, carmélite, visitandine, clarisse, etc.[réf. nécessaire]. Beaucoup ont su se relever, attirer des vocations et développer une activité économique pour vivre.

### Monastères orientaux

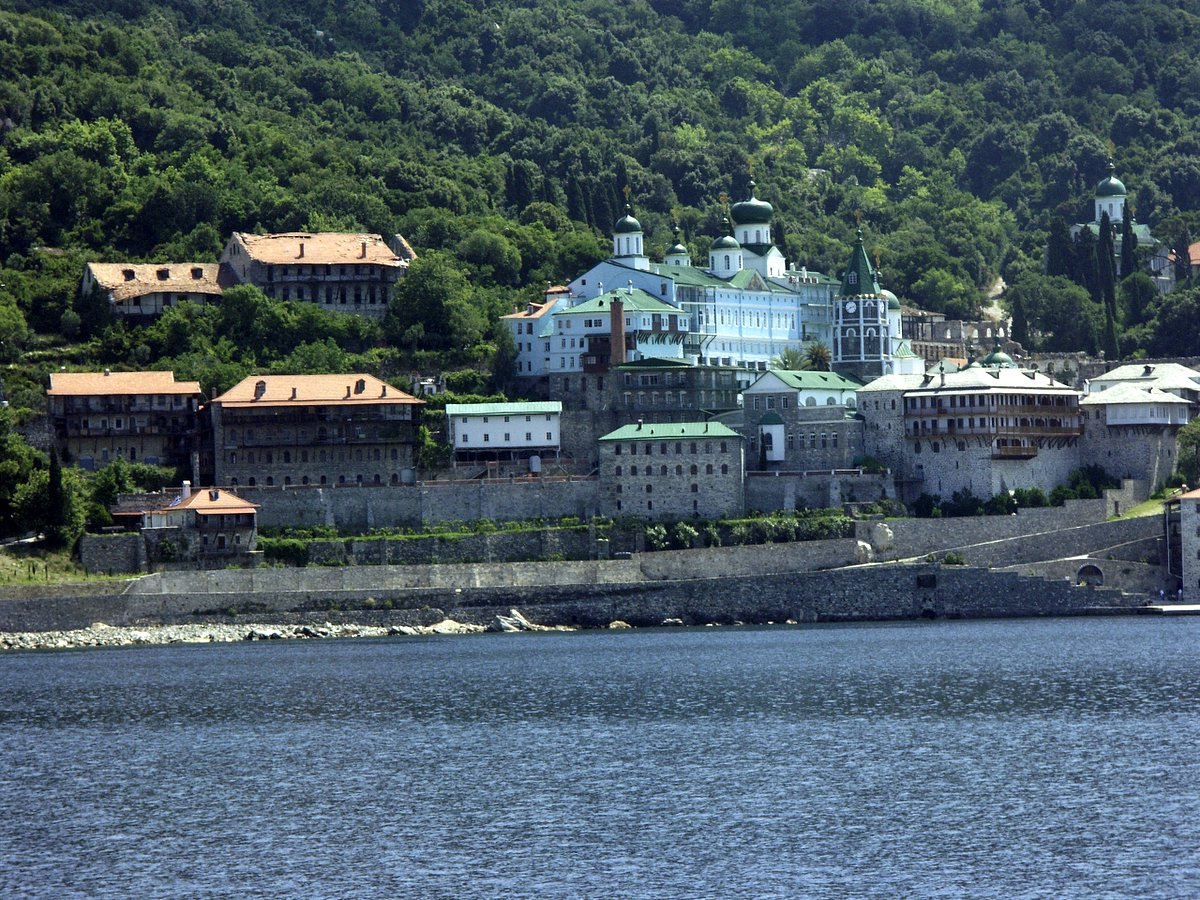
Monastère Saint-Panteleimon (Mont Athos)

Les monastères des rites orientaux et des Églises orthodoxes sont dirigés par un higoumène. Les Grecs considèrent saint Hilarion (disciple de saint Antoine) et saint Chariton, avec leurs grottes de Terre Sainte et leurs premiers monastères, comme les pères du monachisme, refondé par la suite par saint Sabas dans un sens plus cénobitique avec des laures, dont la fameuse laure de Saint-Sabas en Terre sainte. Saint Théodose ira ensuite vers une véritable vie communautaire, ce qui lui vaut son nom de cénobiarque. Les monastères du désert de Juda sont à l'origine d'un monachisme mieux organisé en Palestine et qui fut ensuite protégé par les empereurs romains d'Orient. Cette nouvelle forme de communauté avec des laures essaima dans tout l'Empire byzantin et plus tard en Serbie et en Russie.